# 왕중왕바둑쟁패전
왕중왕바둑쟁패전은 전기 우승자 및 한 해 동안 세계대회를 우승했거나, 전국대회를 우승했던 8명이 겨루는 대회이다. 1회 대회는 8명이 출전해 패자부활전을 병행하는 방식으로 개최되었으나, 2회 대회부터는 8강부터 결승까지 단판 토너먼트로 진행한다. 4회 대회부터는 방식을 바꿔 8인 풀리그로 우승 경쟁을 벌인다. 8명의 기사들은 전기 우승자, 세계대회 우승자, 아시안게임 남자선발전 1위, 1년 내 상금랭킹에 의한 공식대회 우승자들로 구성됐다.

## 상금
- 1회 대회 : 우승 100만위안(약 1억 7000만원), 준우승 40만위안.
- 2회 대회 : 우승 70만위안(약 1억 2000만원).
- 4회 대회 : 우승 80만위안(약 1억5000만원), 준우승 30만위안(약 5500만원)

## 대국규정
- 제한시간은 따로 주지 않고 30초 안에 한 수씩 두어야 하며, 도중 1분 고려시간 10회를 사용할 수 있다.

## 역대우승자
| 회수 | 연도 | 우승       | 전적 | 준우승   |
| ---- | ---- | ---------- | ---- | -------- |
| 1회  | 2019 | 셰얼하오   | 2-0  | 판팅위   |
| 2회  | 2020 | 커제       | 1-0  | 탕웨이싱 |
| 3회  | 2022 | 리쉬안하오 | 1-0  | 판팅위   |
| 4회  | 2023 | 리웨이칭   |      |          |